# 丹麦国家铁路
丹麦国家铁路（丹麥語：Danske Statsbaner，發音：[ˈtænskə ˈstɛˀtsˌpɛːnɐ]），简称，是丹麦的一家铁路运营商，也是斯堪的纳维亚最大的铁路运营商。它成立于1885年，由当时的国有企业日德兰-菲英国家铁路（De jysk-fynske Statsbaner）及西兰国家铁路（De sjællandske Statsbaner）合并而成。DSB负责运营丹麦铁路的大多数旅客列车及铁路维护服务；同时，还在丹麦首都哥本哈根周围地区运营一种于大都市群内连接各地和郊区的通勤铁路系统——哥本哈根市郊铁路。此外，DSB在瑞典境内也提供部分列车服务。2011年，在《贝林新闻周刊》公布的年度丹麦企业形象排名中，丹麦国家铁路因备受涉嫌挪用国家交通补贴丑闻困扰，排名垫底。

## 历史

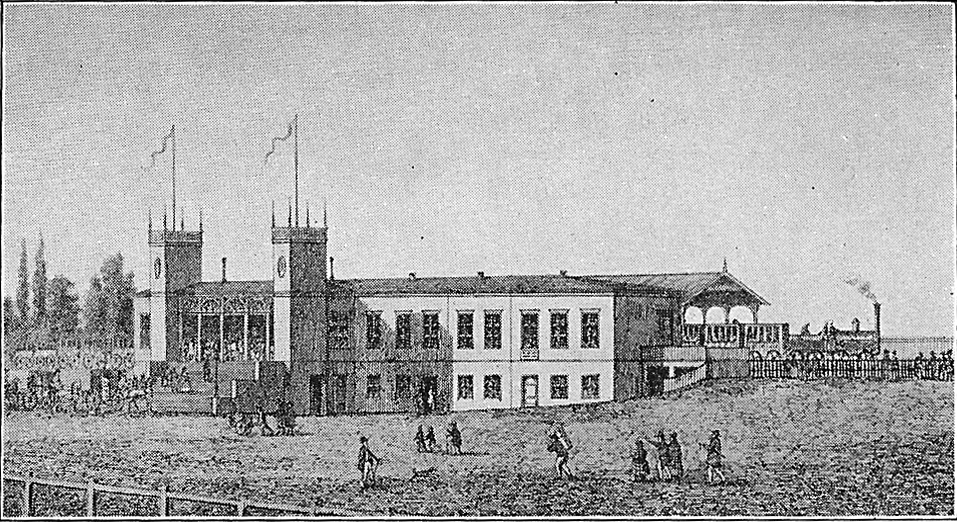
哥本哈根的首座火车站

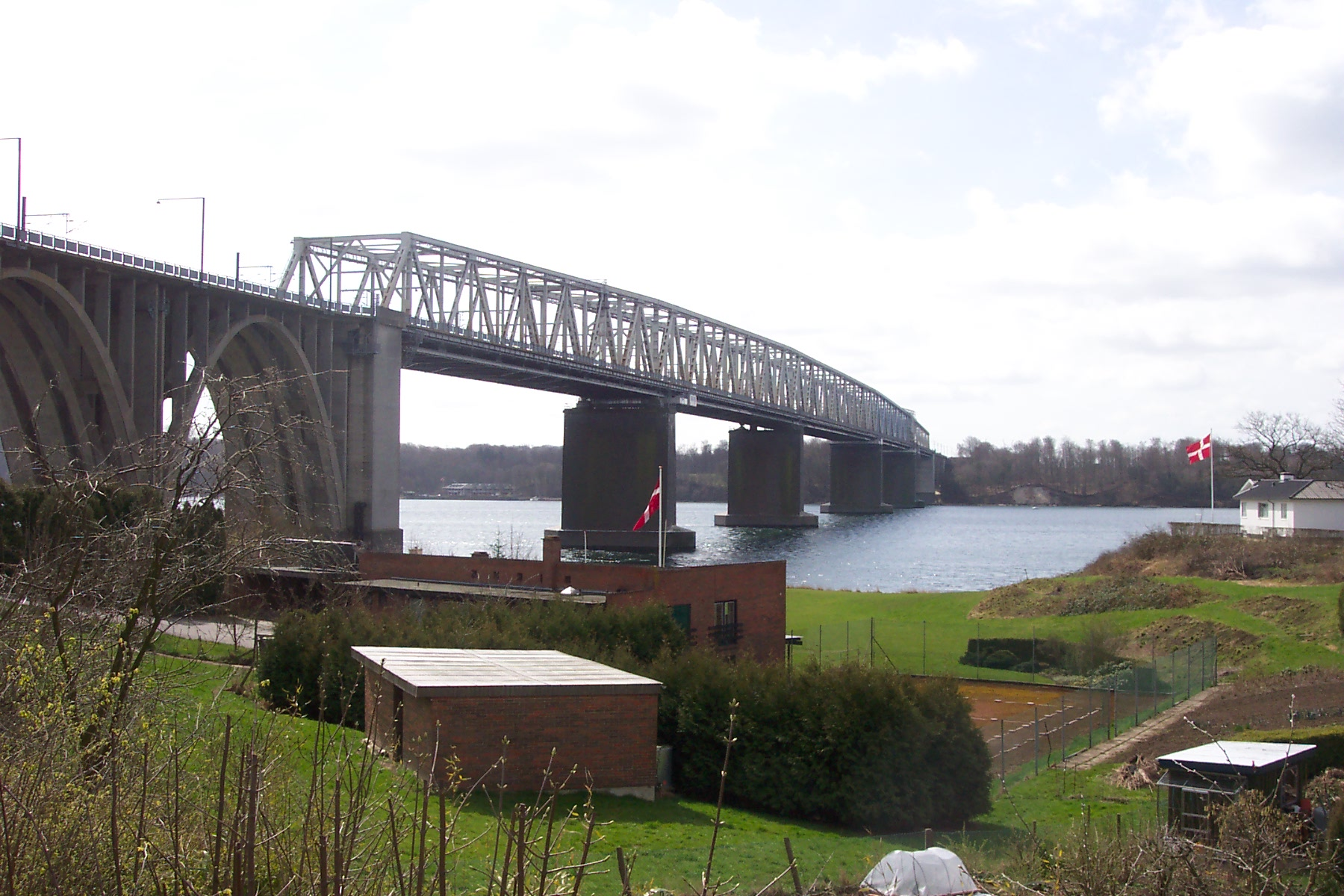
首座小贝尔特桥于1935年建成通车

1867年9月1日，丹麦政府接管了主要在日德兰半岛和菲英岛运营的丹麦铁路运营公司（Det danske Jernbane-Driftsselskab），正式成立了日德兰-菲英国营铁路。1880年1月1日，丹麦政府又接管了西兰铁路公司（Det sjællandske Jernbaneselskab），组成西兰国营铁路。随着大贝尔特海峡两岸的大部分铁路都为国家所拥有，日德兰-菲英国营铁路与西兰国营铁路自1885年10月1日起开始筹划合并为一个国家性的铁路公司，并于1893年4月1日完成，重组为丹麦国家铁路。
1935年，在小贝尔特桥的建成通车之际，丹麦国家铁路推出了一款被称为“闪电列车”（lyntog）的快速列车概念。这款柴油动力列车最显著的特点是最高时速可达120公里/小时，并维持高水准的舒适度，它们被证明是丹麦国家铁路在1930年代最成功的商业开发。
第二次世界大战过后，丹麦国家铁路的蒸汽机车队开始显得陈旧和过时，虽然柴油机车和柴油动车组在1920年代和1930年代开始逐渐盛行，但柴油列车无法立即满足所需要的牵引功率。因此直到1950年代中期，内燃机车才在丹麦国家铁路中拥有真正的立足之地。由瑞典诺哈勃公司制造的丹麦国家铁路MY型柴油机车于1954年开始交付使用，与蒸汽机车相比，它拥有更高的可靠性和经济型。最终，丹麦国家铁路在近三十年来的首选动力，蒸汽机车时代宣告结束。

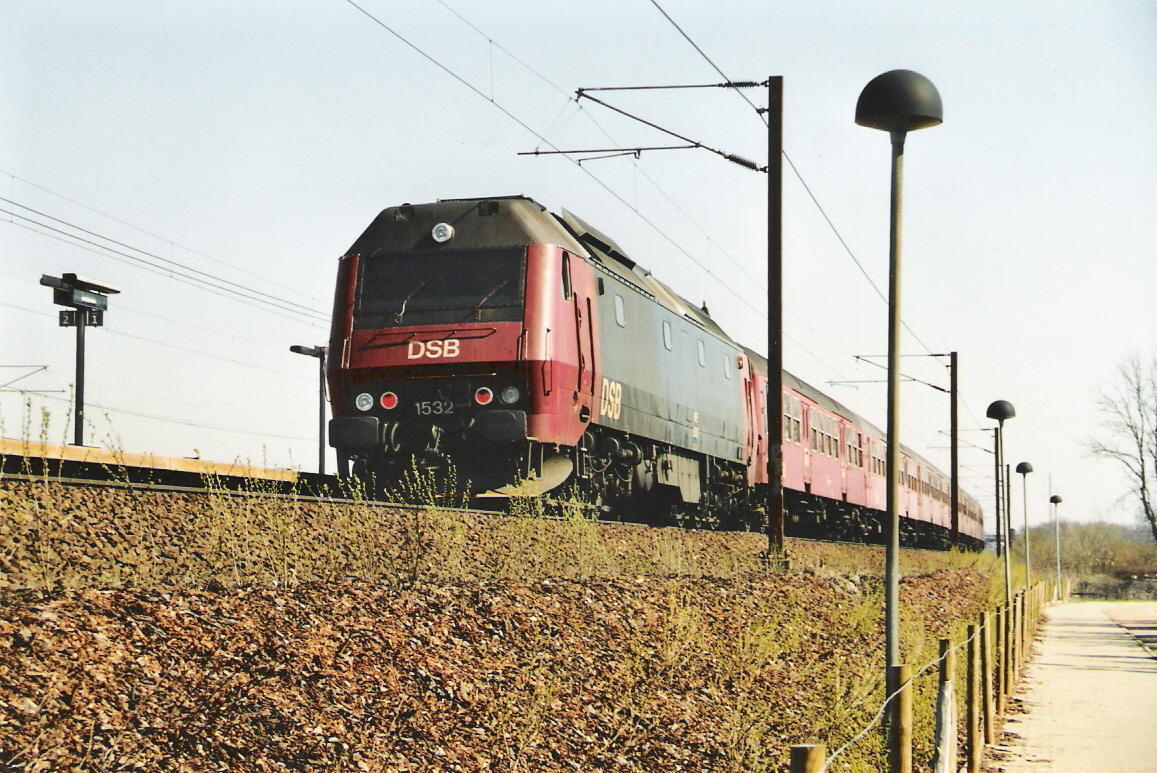
旅客列车自1972年开始推出的红/黑色涂装

1960年代是丹麦国家铁路财政日益紧缩的时期，导致整个十年间员工数量不断减少。然而，伴随着新技术的出现，尤其是电子设备的利用，使得丹麦国家铁路交通的安全和效率均得到了提高。1972年，随着丹麦铁路交通125周年的庆典，丹麦国家铁路推出了新的以红色为主色调（机车引擎室为黑色）取代了传统的栗色涂装和黄翅轮的标志。随后，1973年第一次石油危机的出现也使得丹麦国家铁路的地位得到巩固。

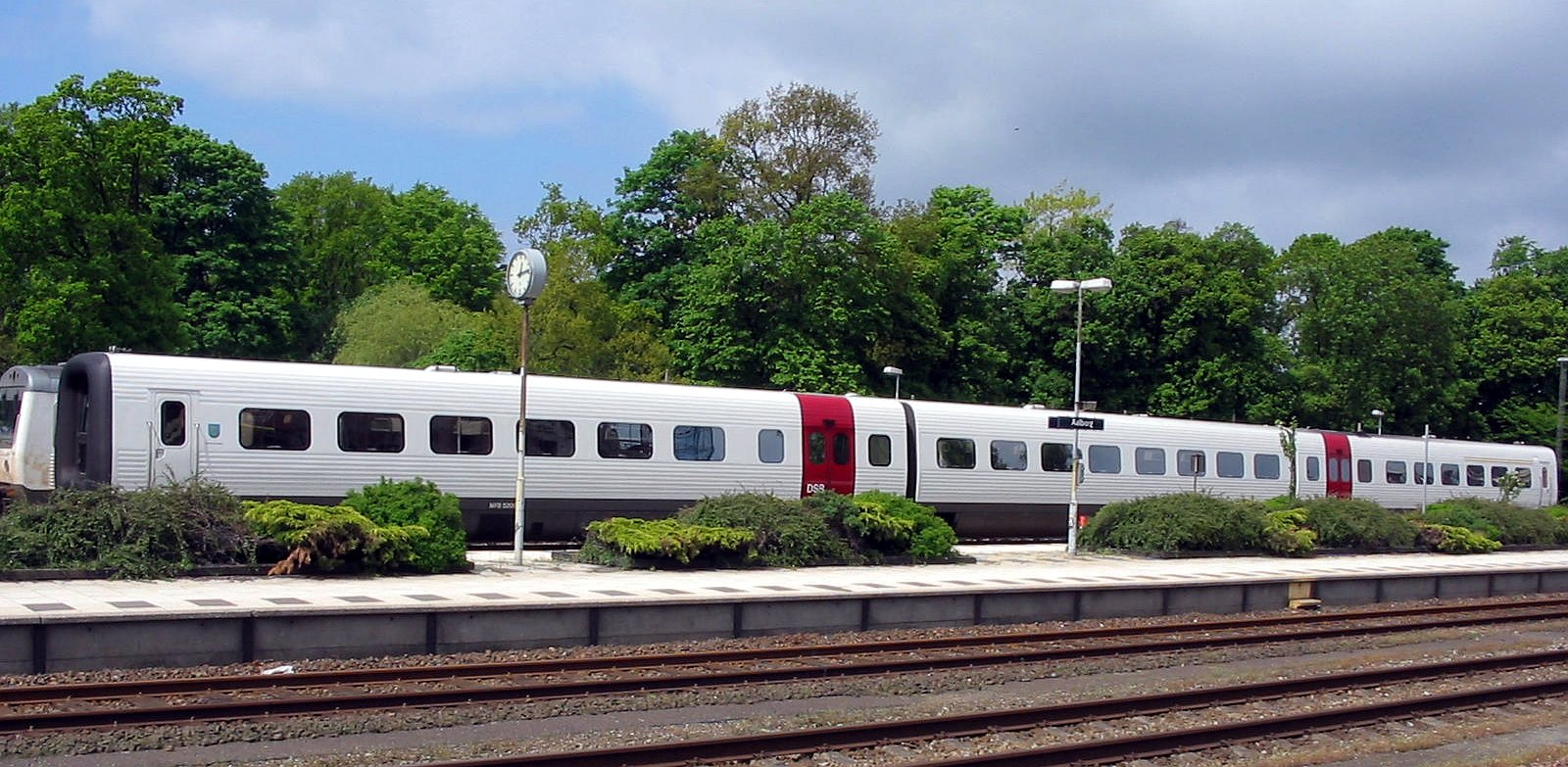
城际3型柴油动车组于1990年引入

1990年，经过数年的延迟，城际3型柴油动车组开始投入使用，最初是投入闪电列车服务，1991年则转入普通的城际列车。城际3型柴油动车组是橡胶头动车组系列下的一个型号，具有独特的外观，由于其车厢两端的橡胶外框设计，允许两列独立的车组可以连接在一起使用。然而在实际运用中，这一功能甚少使用。
大贝尔特桥的铁路桥于1997年建成通车（比公路桥早一年），代替了丹麦国家铁路的火车轮渡。同年，丹麦国家铁路的基础设施职能从列车运营的任务中脱离，分支到丹麦交通部下属的一个新机构Banestyrelsen（现Banedanmark）。一个全新的设计在1998年提出，并公布了“全面优质列车”计划，以寻求在2006/2007年替代老旧和不舒服的列车。1999年1月1日，丹麦国家铁路转变为一个独立的国有企业。
丹麦国家铁路的货运部门在2001年被并入Railion（现德铁辛克铁路），丹麦国家铁路目前仅管理铁路客运服务，包括铁路车站的运作。

## 公司架构

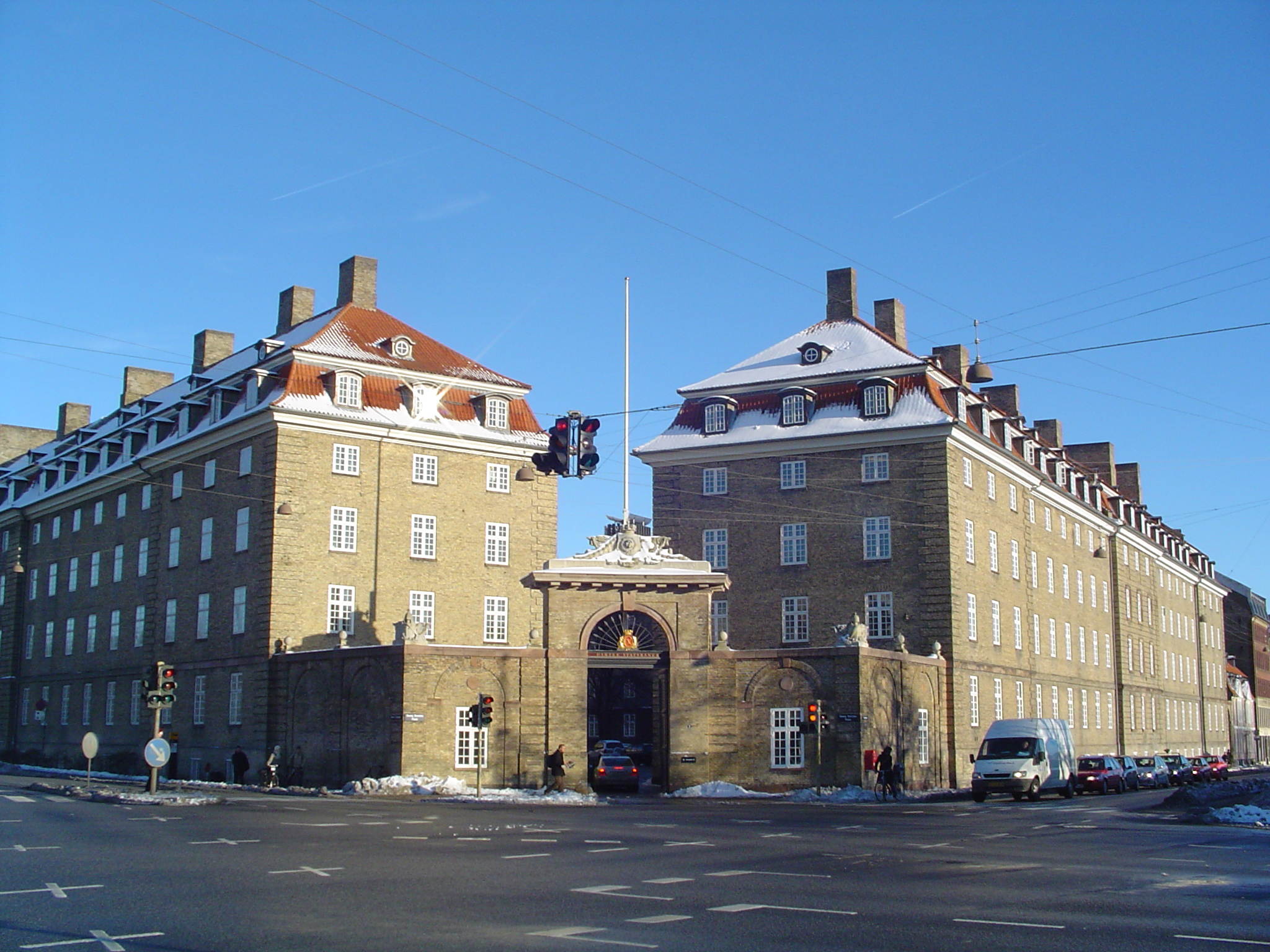
DSB设于哥本哈根的总部建筑

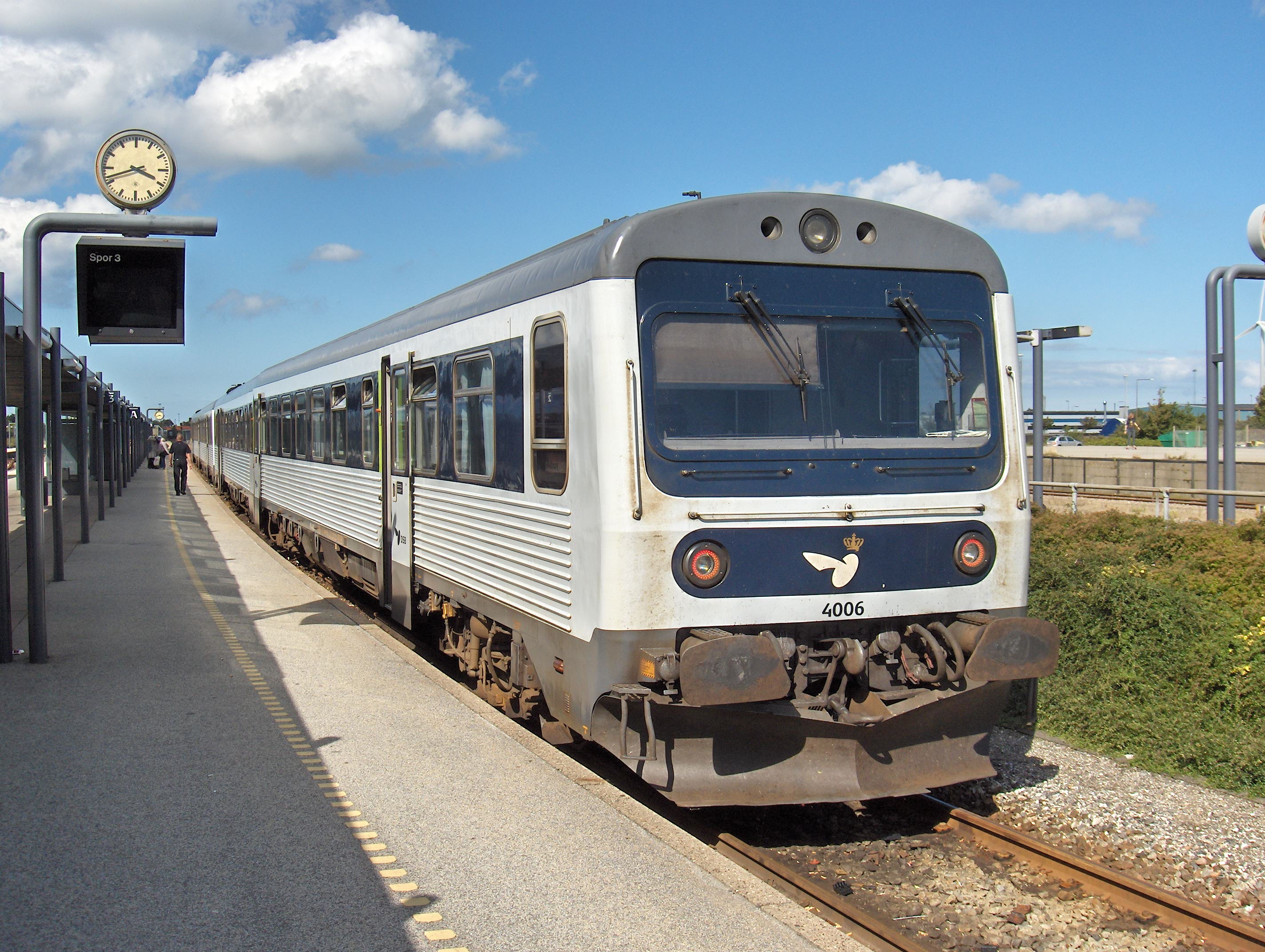
MR型柴油动车组停靠于腓特烈港

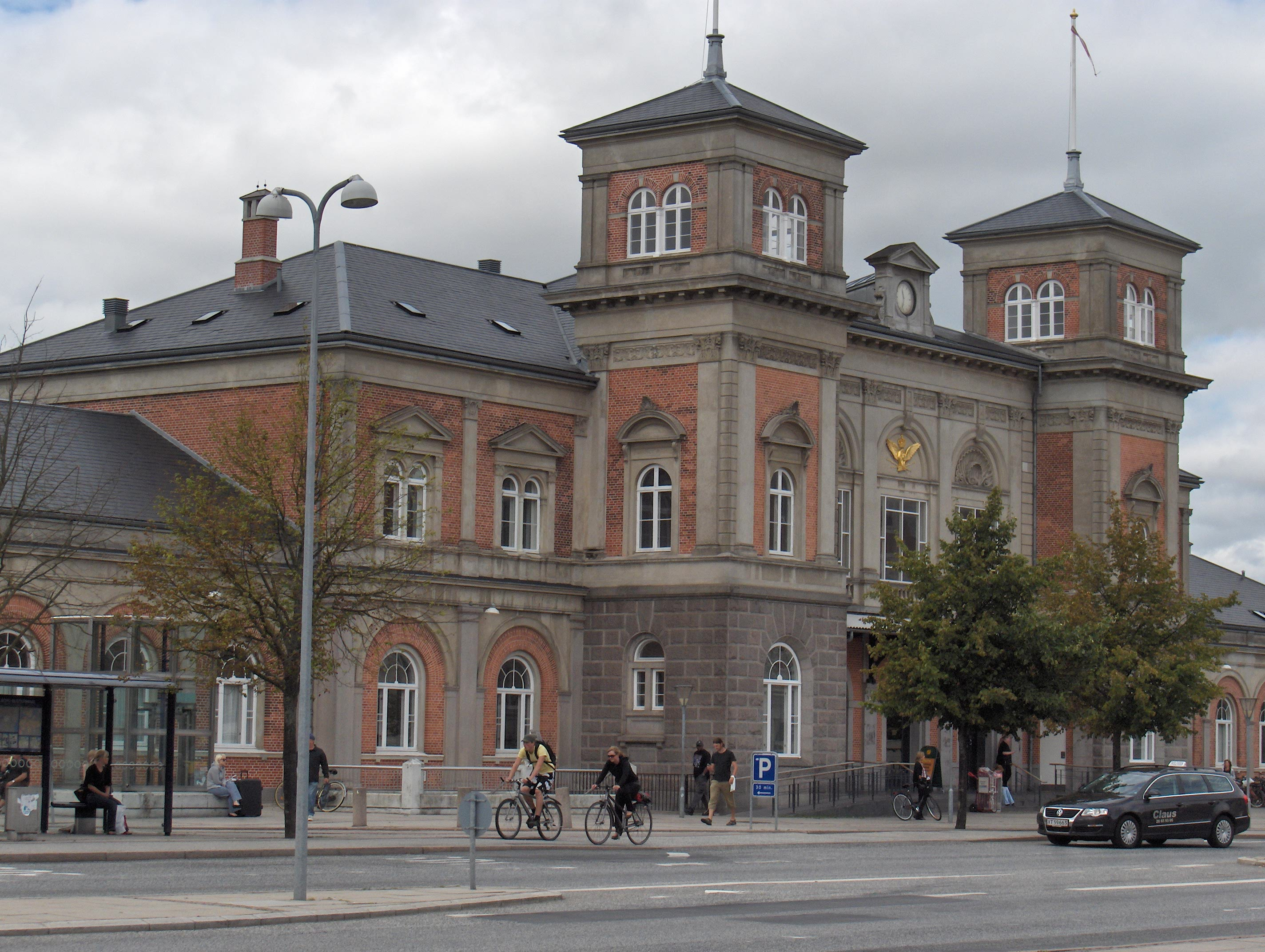
奥尔堡站

丹麦国家铁路是丹麦交通部下属的一家具独立性质的国有企业。自1999年以来，这便是当局的政治意愿通过丹麦铁路自由化的结果。尽管丹麦政府一直在呼吁将包括丹麦国家铁路在内的丹麦国有企业进行私有化，引入更多的竞争机制，但丹麦国家铁路仍占有丹麦铁路经营的垄断地位。因此，丹麦国家铁路现在是以营利为目的的基础上运营，但仍通过签订合约的形式向丹麦交通部承诺保留某些公共服务。
截至2005年，丹麦国家铁路拥有雇员约9000人。前总裁兼首席执行官凯尔德·森格罗夫（Keld Sengeløv）于2006年9月3日在与朋友前往英国苏格兰旅游期间因病死亡，致死的疾病尚未透露。他的继任者，索伦·埃里克森（Søren Eriksen）于2012年3月被揭露其财务契约的不当行为后而遭解雇。

### 部门
丹麦国家铁路SOV（Selvstændig Offentlig Virksomhed，独立上市公司）
- 丹麦国铁商业部（销售及市场业务）

- 丹麦国铁国际部（境外列车业务），丹麦国铁零售事业股份公司（车站商店管理）

- 丹麦国铁S-列车股份公司（S-列车网络的运营业务）

- 丹麦国铁销售部（销售）

- 丹麦国铁长途及区域列车部（长途及区域列车业务）

- IC4事业部（IC4计划的运营，销售，客舱服务）

- 丹麦国铁财务部（财务）

- 丹麦国铁物业管理部（物业发展，物业）

- 丹麦国铁路人力资源部（人力资源与组织）

- 财务管理科，信息技术科，企业社会责任科

- 丹麦国铁维修保养股份公司 （列车维修保养）

### 服务

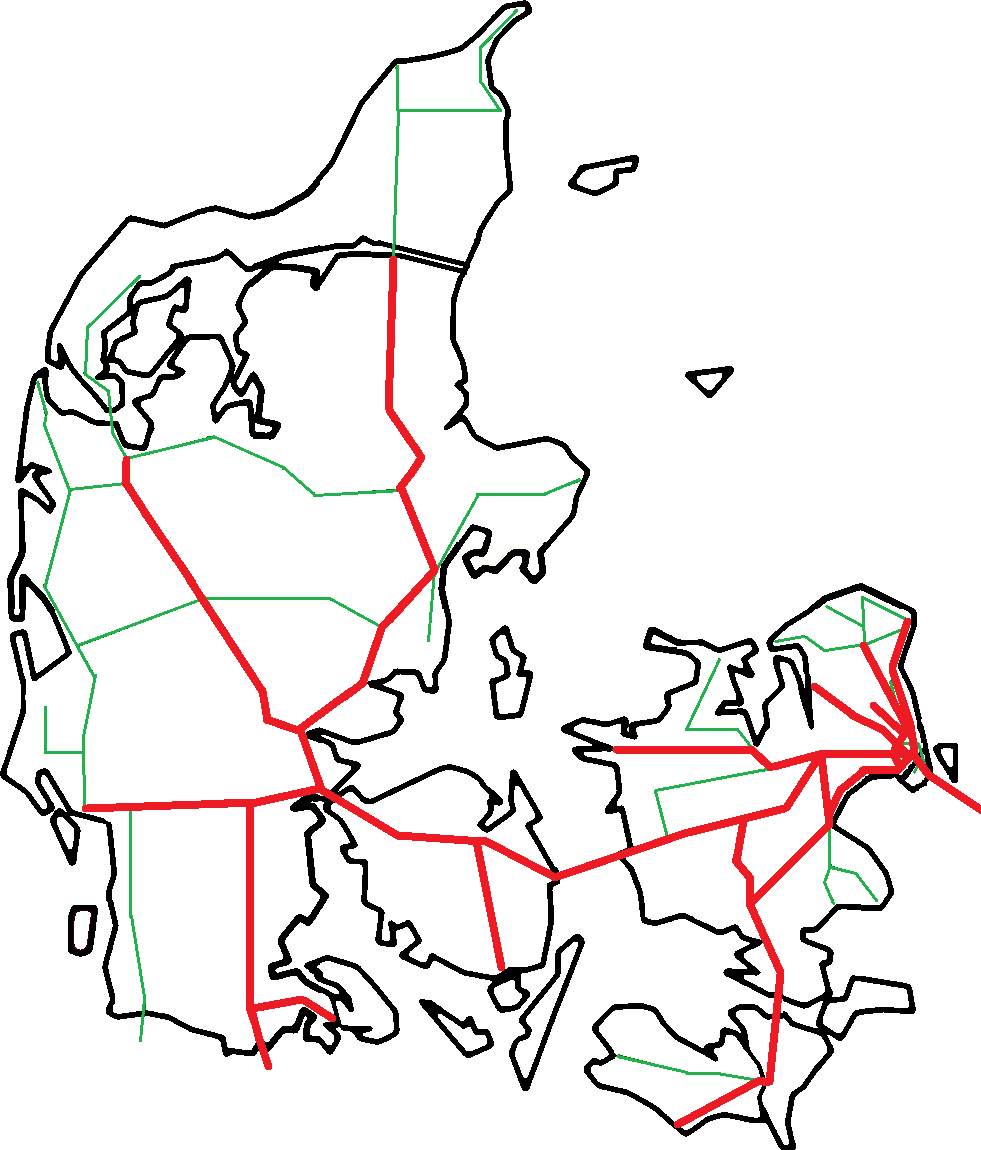
2018年的DSB运营图

丹麦国家铁路运营有若干旅客列车的类别、动力类别及不同的铁路车站。除了S-列车，可用于一般公众的列车类别还包括：
- （RØ/RV/ØR）
- 区际列车（IR）
- 城际列车（IC）
- 城际闪电列车（ICL）
- 欧城列车（EC）
- 欧洲夜车（EN）

## 瑞典业务
丹麦国家铁路及其合资公司在斯德哥尔摩运营窄轨的罗斯拉尔铁路（Roslagsbanan），并在哥德堡和延雪平周边提供普通列车服务。丹麦国家铁路的子公司DSB Uppland则在2011年6月起接管乌普兰交通公司的Upptåget列车。